# Britische Formel-3-Meisterschaft 2011

2011er Logo der Britischen Formel 3

Die britische Formel-3-Meisterschaft 2011 war die 61. Saison der britischen Formel-3-Meisterschaft. Sie umfasste insgesamt zehn Rennwochenenden mit jeweils drei Rennen. Sie begann am 15. April in Monza und endete am 9. Oktober in Silverstone.

## Regeländerungen

### Sportliche Änderungen
In dem dritten Lauf eines Rennwochenendes wurden erstmals verpflichtende Boxenstopps durchgeführt. Es gab weiterhin zwei Wertungen, die allerdings umbenannt wurden. Die Meisterschaftswertung (Championship) heißt ab 2011 International (International). Die nationale Klasse (National) wurde in Rookie-Wertung umbenannt. Der Gewinner der Rookie-Wertung erhält eine Förderung, um in der kommenden Saison in der internationalen Wertung anzutreten.

## Starterfeld
| Team                  | Nr. | Fahrer                 | Klasse | Chassis | Motor         | Rennwochenende |
| --------------------- | --- | ---------------------- | ------ | ------- | ------------- | -------------- |
| Carlin                | 01  | Carlos Huertas         | I      | Dallara | Volkswagen    | 1–10           |
| Carlin                | 02  | Kevin Magnussen        | I      | Dallara | Volkswagen    | 1–10           |
| Carlin                | 21  | Rupert Svendsen-Cook   | I      | Dallara | Volkswagen    | 1–10           |
| Carlin                | 22  | Jazeman Jaafar         | I      | Dallara | Volkswagen    | 1–10           |
| Carlin                | 31  | Felipe Nasr            | I      | Dallara | Volkswagen    | 1–10           |
| Carlin                | 32  | Jack Harvey            | I      | Dallara | Volkswagen    | 1–10           |
| Fortec Motorsport     | 03  | William Buller         | I      | Dallara | Mercedes-Benz | 1–10           |
| Fortec Motorsport     | 04  | Lucas Foresti          | I      | Dallara | Mercedes-Benz | 1–10           |
| Fortec Motorsport     | 23  | Harry Tincknell        | I      | Dallara | Mercedes-Benz | 1–10           |
| Fortec Motorsport     | 24  | Fahmi Ilyas            | I      | Dallara | Mercedes-Benz | 1–10           |
| Double R Racing       | 05  | Pipo Derani            | I      | Dallara | Mercedes-Benz | 1–10           |
| Double R Racing       | 06  | Scott Pye              | I      | Dallara | Mercedes-Benz | 1–10           |
| Double R Racing       | 26  | Valtteri Bottas        | I      | Dallara | Mercedes-Benz | 9              |
| Double R Racing       | 26  | Mitch Evans            | I      | Dallara | Mercedes-Benz | 10             |
| Double R Racing       | 77  | Marko Asmer            | G      | Dallara | Mercedes-Benz | 7              |
| Hitech Racing         | 07  | Pietro Fantin          | I      | Dallara | Volkswagen    | 1–10           |
| Hitech Racing         | 08  | Riki Christodoulou     | I      | Dallara | Volkswagen    | 1–3            |
| Hitech Racing         | 08  | Max Snegirjow          | I      | Dallara | Volkswagen    | 4, 9, 10       |
| Hitech Racing         | 08  | António Félix da Costa | I      | Dallara | Volkswagen    | 5, 6           |
| Hitech Racing         | 27  | Bruno Méndez           | I      | Dallara | Volkswagen    | 1              |
| Hitech Racing         | 27  | Pedro Nunes            | I      | Dallara | Volkswagen    | 5              |
| Hitech Racing         | 42  | Kōtarō Sakurai         | R      | Dallara | Mugen-Honda   | 1–10           |
| Hitech Racing         | 77  | Guilherme Silva        | G      | Dallara | Volkswagen    | 10             |
| Sino Vision Racing    | 11  | Hywel Lloyd            | I      | Dallara | Mercedes-Benz | 1–10           |
| Sino Vision Racing    | 12  | Adderly Fong           | I      | Dallara | Mercedes-Benz | 1–10           |
| T-Sport               | 15  | Yann Cunha             | I      | Dallara | Volkswagen    | 1–10           |
| T-Sport               | 16  | Menasheh Idafar        | I      | Dallara | Volkswagen    | 1–10           |
| T-Sport               | 17  | Bart Hylkema           | I      | Dallara | Volkswagen    | 6–10           |
| T-Sport               | 41  | Bart Hylkema           | R      | Dallara | Mugen-Honda   | 1–5            |
| Motopark Academy      | 18  | Alexander Sims         | I      | Dallara | Volkswagen    | 10             |
| Team West-Tec         | 44  | Luca Orlandi           | R      | Dallara | Mugen-Honda   | 8              |
| Van Amersfoort Racing | 92  | Hannes van Asseldonk   | G      | Dallara | Volkswagen    | 7              |
| Signature             | 93  | Daniel Abt             | G      | Dallara | Volkswagen    | 7              |
| Signature             | 94  | Carlos Muñoz           | G      | Dallara | Volkswagen    | 7              |
| Signature             | 95  | Laurens Vanthoor       | G      | Dallara | Volkswagen    | 7              |
| Signature             | 96  | Marco Wittmann         | G      | Dallara | Volkswagen    | 7              |
| Prema Powerteam       | 97  | Raffaele Marciello     | G      | Dallara | Mercedes-Benz | 7              |
| Prema Powerteam       | 98  | Roberto Merhi          | G      | Dallara | Mercedes-Benz | 7              |
| Prema Powerteam       | 99  | Daniel Juncadella      | G      | Dallara | Mercedes-Benz | 7              |

| Symbol | Klasse        |
| ------ | ------------- |
| I      | International |
| R      | Rookie        |
| G      | Gast          |

### Änderungen bei den Fahrern
Die folgende Auflistung enthält bis auf Gaststarter alle Fahrer, die an der britischen Formel-3-Meisterschaft 2010 teilgenommen haben und in der Saison 2011 nicht für dasselbe Team wie 2010 starteten.
Fahrer, die ihr Team gewechselt haben:
- William Buller: Hitech Racing → Fortec Motorsport
- Yann Cunha: CF Racing with Manor Motorsport → T-Sport
- Lucas Foresti: Carlin → Fortec Motorsport
- Carlos Huertas: Räikkönen Robertson Racing → Carlin
- Hywel Lloyd: CF Racing with Manor Motorsport → Sino Vision Racing
- Felipe Nasr: Räikkönen Robertson Racing → Carlin
- Max Snegirjow: Fortec Motorsport → Hitech Racing

Fahrer, die in die britische Formel-3-Meisterschaft einsteigen bzw. zurückkehren:
- Valtteri Bottas: Formel-3-Euroserie (ART Grand Prix) → Double R Racing
- Riki Christodoulou: Britische Formel Renault (Fortec Motorsport) → Hitech Racing
- Luís Felipe Derani: Deutscher Formel-3-Cup (Motopark Academy) → Double R Racing
- Mitch Evans: Toyota Racing Series (Giles Motorsport) → Double R Racing
- Pietro Fantin: Südamerikanische Formel-3-Meisterschaft (Hitech Racing Brazil) → Hitech Racing
- António Félix da Costa: Formel-3-Euroserie (Motopark Academy) → Hitech Racing
- Jack Harvey: Europäische Formel BMW (Fortec Motorsport) → Carlin
- Bart Hylkema: Formel Renault 2.0 Eurocup (Koiranen Bros. Motorsport) → T-Sport
- Fahmi Ilyas: Europäische Formel BMW (DAMS) → Fortec Motorsport
- Kevin Magnussen: Deutscher Formel-3-Cup (Motopark Academy) → Carlin
- Bruno Méndez: World Series by Renault (FHV Interwetten.com) → Hitech Racing
- Pedro Nunes: GP3-Serie (ART Grand Prix) → Hitech Racing
- Luca Orlandi: Formel Palmer Audi → Team West-Tec
- Scott Pye: Britische Formel Ford (Jamun Racing) → Double R Racing
- Kōtarō Sakurai: Pazifische Formel BMW (Eurasia Motorsport) → Hitech Racing
- Alexander Sims: Formel-3-Euroserie (ART Grand Prix) → Motopark Academy
- Harry Tincknell: Britische Formel Renault (CRS Racing) → Fortec Motorsport

Fahrer, die die britische Formel-3-Meisterschaft verlassen haben:
- Alex Brundle: T-Sport → FIA-Formel-2-Meisterschaft
- James Calado: Carlin → GP3-Serie (Lotus ART)
- James Cole: T-Sport → FIA-Formel-2-Meisterschaft
- Rio Haryanto: CF Racing with Manor Motorsport → GP3-Serie (Marussia Manor Racing)
- Daniel McKenzie: Fortec Motorsport → World Series by Renault (Comtec Racing)
- Daisuke Nakajima: Räikkönen Robertson Racing → Formel Nippon (Nakajima Racing)
- Luiz Razia: Motul Team West-Tec → GP2-Serie (Team AirAsia)
- Juan Carlos Sistos: Motul Team West-Tec → European F3 Open (De Villota Motorsport)
- Jean-Éric Vergne: Carlin → World Series by Renault (Carlin)
- Oliver Webb: Fortec Motorsport → World Series by Renault (Pons Racing)

Fahrer, die noch keinen Vertrag für ein Renncockpit 2011 besitzen:
- Wayne Boyd
- Jay Bridger
- Adriano Buzaid
- Kevin Chen
- Gabriel Dias

## Rennkalender
Der Rennkalender der britischen Formel-3-Meisterschaft umfasste zehn Rennwochenenden. An jedem Rennwochenende fanden drei Rennen statt. Das erste Rennen dauerte 30 Minuten. Für die Startaufstellung wurde die zweitschnellste Runde der Qualifikation gewertet. Beim zweiten Rennen, das über 20 Minuten ging, starteten die besten zehn Fahrer des ersten Rennens in umgekehrter Reihenfolge. Der Sieger des ersten Rennens zog auf dem Podium ein Los, das ihm einen Startplatz zwischen dem sechsten und dem zehnten Platz zuordnete. Das dritte Rennen dauerte 40 Minuten. Für die Startaufstellung zu diesem Rennen zählte die schnellste Runde des Qualifyings.
Das Rennwochenende in Spa-Francorchamps gehört zur FIA-Formel-3-Trophäe 2011.
| Nr. | Datum         | Rennstrecke       | Sieger               | Zweiter                | Dritter                |
| --- | ------------- | ----------------- | -------------------- | ---------------------- | ---------------------- |
| 1.  | 16. April     | Monza             | Felipe Nasr          | Jazeman Jaafar         | Carlos Huertas         |
| 2.  | 17. April     | Monza             | Rupert Svendsen-Cook | Felipe Nasr            | William Buller         |
| 3.  | 17. April     | Monza             | Felipe Nasr          | Lucas Foresti          | Jazeman Jaafar         |
| 4.  | 23. April     | Tarporley         | Lucas Foresti        | Felipe Nasr            | Jazeman Jaafar         |
| 5.  | 25. April     | Tarporley         | Riki Christodoulou   | Pietro Fantin          | Harry Tincknell        |
| 6.  | 25. April     | Tarporley         | Felipe Nasr          | Lucas Foresti          | Menasheh Idafar        |
| 7.  | 14. Mai       | Norfolk           | Kevin Magnussen      | Felipe Nasr            | Carlos Huertas         |
| 8.  | 15. Mai       | Norfolk           | Lucas Foresti        | Harry Tincknell        | William Buller         |
| 9.  | 15. Mai       | Norfolk           | Kevin Magnussen      | Carlos Huertas         | Riki Christodoulou     |
| 10. | 18. Juni      | Brands Hatch      | Lucas Foresti        | Felipe Nasr            | Rupert Svendsen-Cook   |
| 11. | 19. Juni      | Brands Hatch      | Harry Tincknell      | Menasheh Idafar        | Carlos Huertas         |
| 12. | 19. Juni      | Brands Hatch      | Felipe Nasr          | Lucas Foresti          | William Buller         |
| 13. | 2. Juli       | Nürburg           | Kevin Magnussen      | Felipe Nasr            | Harry Tincknell        |
| 14. | 3. Juli       | Nürburg           | Jack Harvey          | Rupert Svendsen-Cook   | Pedro Nunes            |
| 15. | 3. Juli       | Nürburg           | Felipe Nasr          | António Félix da Costa | Carlos Huertas         |
| 16. | 16. Juli      | Le Castellet      | Felipe Nasr          | António Félix da Costa | Carlos Huertas         |
| 17. | 17. Juli      | Le Castellet      | William Buller       | Rupert Svendsen-Cook   | António Félix da Costa |
| 18. | 17. Juli      | Le Castellet      | Felipe Nasr          | William Buller         | Jack Harvey            |
| 19. | 29. Juli      | Spa-Francorchamps | William Buller       | Jazeman Jaafar         | Jack Harvey            |
| 20. | 29. Juli      | Spa-Francorchamps | Kevin Magnussen      | Rupert Svendsen-Cook   | Felipe Nasr            |
| 21. | 30. Juli      | Spa-Francorchamps | William Buller       | Felipe Nasr            | Kevin Magnussen        |
| 22. | 3. September  | Northamptonshire  | Pietro Fantin        | Rupert Svendsen-Cook   | Jack Harvey            |
| 23. | 4. September  | Northamptonshire  | Scott Pye            | Felipe Nasr            | William Buller         |
| 24. | 4. September  | Northamptonshire  | Kevin Magnussen      | Pietro Fantin          | Felipe Nasr            |
| 25. | 24. September | Donington         | Rupert Svendsen-Cook | Carlos Huertas         | Jack Harvey            |
| 26. | 25. September | Donington         | Valtteri Bottas      | William Buller         | Menasheh Idafar        |
| 27. | 25. September | Donington         | Kevin Magnussen      | Pipo Derani            | Rupert Svendsen-Cook   |
| 28. | 8. Oktober    | Silverstone       | Kevin Magnussen      | Scott Pye              | Felipe Nasr            |
| 29. | 9. Oktober    | Silverstone       | Alexander Sims       | Lucas Foresti          | Pietro Fantin          |
| 30. | 9. Oktober    | Silverstone       | Carlos Huertas       | Kevin Magnussen        | Rupert Svendsen-Cook   |

Anmerkung
1. 1 2 3  William Buller beendete das Rennen als Zweiter, Jazeman Jaafar als Dritter und Jack Harvey als Fünfter. Da jedoch Roberto Merhi, der als Erster, und Carlos Muñoz, der als Vierter ins Ziel kam, als Gaststarter angetreten waren, erhielt Buller die Punkte für den Sieg sowie Jaafar und Harvey die Punkte für den zweiten bzw. dritten Platz.
2. ↑  Felipe Nasr beendete das Rennen als Achter. Da jedoch die Piloten, die auf den Plätzen drei bis sieben ins Ziel kamen, als Gaststarter angetreten waren, erhielt Nasr die Punkte für den dritten Platz.
3. 1 2 3  William Buller beendete das Rennen als Dritter, Felipe Nasr als Siebter und Kevin Magnussen als Siebter. Da jedoch Roberto Merhi, der als Erster ins Ziel kam, sowie die Fahrer auf den Plätzen zwei, vier, fünf und sechs, als Gaststarter angetreten waren, erhielt Buller die Punkte für den Sieg sowie Nasr und Magnussen die Punkte für den zweiten bzw. dritten Platz.

## Wertung

### Fahrerwertung
| Pos.                                         | Fahrer            | MNZ           | MNZ           | MNZ           | OUL           | OUL           | OUL           | SNE           | SNE           | SNE           | BRH           | BRH           | BRH           | NÜR           | NÜR           | NÜR           | LEC           | LEC           | LEC           | SPA           | SPA           | SPA           | ROC           | ROC           | ROC           | DON           | DON           | DON           | SIL           | SIL           | SIL           | Punkte        |
| International                                | International     | International | International | International | International | International | International | International | International | International | International | International | International | International | International | International | International | International | International | International | International | International | International | International | International | International | International | International | International | International | International | International |
| -------------------------------------------- | ----------------- | ------------- | ------------- | ------------- | ------------- | ------------- | ------------- | ------------- | ------------- | ------------- | ------------- | ------------- | ------------- | ------------- | ------------- | ------------- | ------------- | ------------- | ------------- | ------------- | ------------- | ------------- | ------------- | ------------- | ------------- | ------------- | ------------- | ------------- | ------------- | ------------- | ------------- | ------------- |
| 01                                           | F. Nasr           | 1             | 2             | 1             | 2             | 5             | 1             | 2             | 6             | 17            | 2             | 6             | 1             | 2             | 4             | 1             | 1             | 16            | 1             | 9             | 8             | 7             | 6             | 2             | 3             | DNF           | 10            | 9             | 3             | 7             | DNF           | 318           |
| 02                                           | K. Magnussen      | 15            | 8             | 6             | 8             | 18            | DNF           | 1             | 8             | 1             | 8             | 11            | 15            | 1             | 6             | 5             | 4             | 4             | DNF           | 7             | 1             | 8             | 7             | 5             | 1             | DNF           | 16            | 1             | 1             | 8             | 2             | 237           |
| 03                                           | C. Huertas        | 3             | 6             | 4             | 4             | 6             | 10            | 3             | 10            | 2             | 5             | 3             | 5             | DNF           | DNF           | 3             | 3             | 5             | 5             | 10            | 11            | 9             | 5             | 6             | 11            | 2             | 6             | 4             | 7             | 9             | 1             | 222           |
| 04                                           | W. Buller         | 4             | 3             | 7             | 14            | 13            | 5             | 9             | 3             | DNF           | 6             | 15            | 3             | 5             | DNF           | 7             | 7             | 1             | 2             | 2             | 10            | 3             | 15            | 3             | 4             | 8             | 2             | 16            | 6             | 12            | 5             | 197           |
| 05                                           | R. Svendsen‑Cook  | 5             | 1             | 8             | 10            | 8             | 4             | 4             | DNF           | 13            | 3             | 7             | DNF           | 8             | 2             | 6             | 6             | 2             | 4             | 6             | 2             | 14            | 2             | 10            | DNF           | 1             | 8             | 3             | DNF           | 15            | 3             | 191           |
| 06                                           | J. Jaafar         | 2             | 5             | 3             | 3             | 4             | 6             | 16            | 16            | 4             | 4             | 5             | 4             | 4             | 5             | 11            | 8             | 9             | DNF           | 3             | DSQ           | 12            | 4             | 4             | 5             | 5             | 4             | 10            | 4             | 19            | 9             | 187           |
| 07                                           | L. Foresti        | 9             | 17            | 2             | 1             | 7             | 2             | 10            | 1             | 9             | 1             | 8             | 2             | 9             | 11            | 4             | 9             | 7             | DNF           | 13            | 13            | 11            | 11            | 12            | 12            | 17            | 7             | 8             | 5             | 2             | 6             | 170           |
| 08                                           | P. Fantin         | DNF           | 9             | 5             | 5             | 2             | 9             | 6             | 4             | 5             | 12            | 9             | 10            | 11            | DNF           | 8             | 15            | 8             | DNF           | 19            | 14            | DSQ           | 1             | 19            | 2             | 12            | 14            | 6             | 9             | 3             | 8             | 119           |
| 09                                           | J. Harvey         | DNF           | 10            | 17            | 11            | 10            | 19            | 15            | DNF           | 12            | 13            | 12            | 6             | 7             | 1             | 14            | 5             | 6             | 3             | 5             | 12            | 10            | 3             | 14            | 6             | 3             | 9             | DNF           | 10            | 6             | 18            | 112           |
| 10                                           | S. Pye            | DNF           | 12            | 14            | 9             | 9             | 8             | DNF           | 11            | 7             | 7             | 4             | 8             | 12            | 10            | 12            | 14            | DNF           | DNF           | 16            | 16            | 15            | 8             | 1             | 7             | 4             | DNF           | 5             | 2             | 20            | 17            | 81            |
| 11                                           | H. Tincknell      | 11            | 11            | 16            | 6             | 3             | 7             | 8             | 2             | 8             | 10            | 1             | 9             | 3             | 8             | 9             | 10            | 17            | DNF           | 22            | DNF           | 16            | DNF           | 13            | 8             | 7             | 5             | 14            | 12            | 16            | 11            | 78            |
| 12                                           | R. Christodoulou  | 6             | 4             | 11            | 7             | 1             | 12            | 5             | 7             | 3             |               |               |               |               |               |               |               |               |               |               |               |               |               |               |               |               |               |               |               |               |               | 51            |
| 13                                           | A. Félix da Costa |               |               |               |               |               |               |               |               |               |               |               |               | 6             | 7             | 2             | 2             | 3             | 9             |               |               |               |               |               |               |               |               |               |               |               |               | 51            |
| 14                                           | M. Idafar         | 8             | 18            | 10            | DNF           | DNF           | 3             | 14            | 17            | 19            | 9             | 2             | DNF           | 19            | DNF           | DNF           | DNF           | 11            | 12            | DNF           | DNF           | 19            | 9             | 7             | DNF           | 11            | 3             | 11            | 19            | 4             | 13            | 48            |
| 15                                           | P. Derani         | DNF           | DNF           | 9             | DNF           | 14            | 13            | 13            | 12            | 6             | 15            | 13            | DNF           | 14            | 9             | 13            | 13            | DNF           | 10            | 18            | 21            | DNF           | 13            | 8             | DNF           | 10            | DNF           | 2             | 14            | 5             | 12            | 36            |
| 16                                           | H. Lloyd          | 7             | 7             | 15            | 12            | 11            | 14            | 7             | 5             | 14            | DNF           | DNF           | 7             | 16            | 13            | 19            | 12            | 10            | 7             | 15            | 18            | DNF           | 10            | 9             | DNF           | 15            | 13            | 12            | 11            | DNF           | 10            | 34            |
| 17                                           | V. Bottas         |               |               |               |               |               |               |               |               |               |               |               |               |               |               |               |               |               |               |               |               |               |               |               |               | 6             | 1             | 13            |               |               |               | 17            |
| 18                                           | A. Sims           |               |               |               |               |               |               |               |               |               |               |               |               |               |               |               |               |               |               |               |               |               |               |               |               |               |               |               | 8             | 1             | 7             | 17            |
| 19                                           | P. Nunes          |               |               |               |               |               |               |               |               |               |               |               |               | 10            | 3             | 10            |               |               |               |               |               |               |               |               |               |               |               |               |               |               |               | 10            |
| 20                                           | M. Evans          |               |               |               |               |               |               |               |               |               |               |               |               |               |               |               |               |               |               |               |               |               |               |               |               |               |               |               | DNF           | 11            | 4             | 10            |
| 21                                           | F. Ilyas          | 12            | DNF           | 12            | 15            | 15            | 15            | DNF           | 13            | 15            | DNF           | DNF           | DNS           | 13            | DNF           | 20            | 11            | 14            | 6             | 20            | DNF           | 18            | DNF           | 15            | 10            | 18            | 17            | DNF           | 20            | DNF           | 19            | 7             |
| 22                                           | A. Fong           | 13            | 16            | 20            | 16            | 16            | 11            | 12            | 14            | 11            | 11            | 10            | DNF           | 15            | 12            | 15            | 17            | 12            | DNF           | 21            | 20            | 22            | 14            | 11            | DNF           | 16            | 12            | 7             | 18            | 17            | 16            | 5             |
| 23                                           | B. Hylkema        |               |               |               |               |               |               |               |               |               |               |               |               |               |               |               | DNF           | DNF           | 8             | DNF           | 22            | 17            | 12            | 17            | 9             | 14            | DNF           | 17            | 13            | DNF           | 14            | 5             |
| 24                                           | M. Snegirjow      |               |               |               |               |               |               |               |               |               | 16            | DNF           | 12            |               |               |               |               |               |               |               |               |               |               |               |               | 9             | 15            | DNF           | 16            | 13            | DNF           | 2             |
| 25                                           | B. Méndez         | 10            | 14            | 18            |               |               |               |               |               |               |               |               |               |               |               |               |               |               |               |               |               |               |               |               |               |               |               |               |               |               |               | 1             |
| 26                                           | Y. Cunha          | 14            | 13            | 13            | 13            | 12            | 16            | 11            | 9             | 10            | 14            | 14            | 11            | 18            | 14            | 16            | 16            | 13            | DNF           | 23            | 19            | 20            | DNF           | 16            | DNF           | 13            | 11            | 15            | 15            | 10            | 15            | −36           |
| Gaststarter, die nicht punkteberechtigt sind |                   |               |               |               |               |               |               |               |               |               |               |               |               |               |               |               |               |               |               |               |               |               |               |               |               |               |               |               |               |               |               |               |
|                                              | R. Merhi          |               |               |               |               |               |               |               |               |               |               |               |               |               |               |               |               |               |               | 1             | 15            | 1             |               |               |               |               |               |               |               |               |               | 0             |
|                                              | M. Wittmann       |               |               |               |               |               |               |               |               |               |               |               |               |               |               |               |               |               |               | 11            | 5             | 2             |               |               |               |               |               |               |               |               |               | 0             |
|                                              | D. Juncadella     |               |               |               |               |               |               |               |               |               |               |               |               |               |               |               |               |               |               | 8             | 3             | DNF           |               |               |               |               |               |               |               |               |               | 0             |
|                                              | C. Muñoz          |               |               |               |               |               |               |               |               |               |               |               |               |               |               |               |               |               |               | 4             | 6             | DNF           |               |               |               |               |               |               |               |               |               | 0             |
|                                              | L. Vanthoor       |               |               |               |               |               |               |               |               |               |               |               |               |               |               |               |               |               |               | 17            | 7             | 4             |               |               |               |               |               |               |               |               |               | 0             |
|                                              | H. van Asseldonk  |               |               |               |               |               |               |               |               |               |               |               |               |               |               |               |               |               |               | 12            | 4             | DNF           |               |               |               |               |               |               |               |               |               | 0             |
|                                              | R. Marciello      |               |               |               |               |               |               |               |               |               |               |               |               |               |               |               |               |               |               | DNF           | 17            | 5             |               |               |               |               |               |               |               |               |               | 0             |
|                                              | M. Asmer          |               |               |               |               |               |               |               |               |               |               |               |               |               |               |               |               |               |               | DNF           | DNF           | 6             |               |               |               |               |               |               |               |               |               | 0             |
|                                              | D. Abt            |               |               |               |               |               |               |               |               |               |               |               |               |               |               |               |               |               |               | 14            | 9             | 13            |               |               |               |               |               |               |               |               |               | 0             |
|                                              | G. Silva          |               |               |               |               |               |               |               |               |               |               |               |               |               |               |               |               |               |               |               |               |               |               |               |               |               |               |               | 17            | 14            | DNF           | 0             |
| Rookie                                       |                   |               |               |               |               |               |               |               |               |               |               |               |               |               |               |               |               |               |               |               |               |               |               |               |               |               |               |               |               |               |               |               |
| 1                                            | K. Sakurai        | DNF           | DNS           | DNS           | 18            | DNF           | 18            | 18            | 15            | 18            | 17            | 16            | 14            | 20            | 16            | 18            | 18            | 15            | 11            | 24            | 23            | 21            | DNF           | 18            | 13            | 19            | DNF           | DNF           | 21            | 18            | 20            | 378           |
| 2                                            | B. Hylkema        | NC            | 15            | 19            | 17            | 17            | 17            | 17            | DNF           | 16            | DNF           | 17            | 13            | 17            | 15            | 17            |               |               |               |               |               |               |               |               |               |               |               |               |               |               |               | 214           |
| 3                                            | L. Orlandi        |               |               |               |               |               |               |               |               |               |               |               |               |               |               |               |               |               |               |               |               |               | 16            | 20            | 14            |               |               |               |               |               |               | 45            |
| Pos.                                         | Fahrer            | MNZ           | MNZ           | MNZ           | OUL           | OUL           | OUL           | SNE           | SNE           | SNE           | BRH           | BRH           | BRH           | NÜR           | NÜR           | NÜR           | LEC           | LEC           | LEC           | SPA           | SPA           | SPA           | ROC           | ROC           | ROC           | DON           | DON           | DON           | SIL           | SIL           | SIL           | Punkte        |

| Farbe                        | Bedeutung                               | Bedeutung |
| ---------------------------- | --------------------------------------- | --- |
| Gold                         | Sieger                                  | Sieger |
| Silber                       | 2. Platz                                | 2. Platz |
| Bronze                       | 3. Platz                                | 3. Platz |
| Grün                         | Platzierung in den Punkten              | Platzierung in den Punkten |
| Blau                         | Klassifiziert außerhalb der Punkteränge | Klassifiziert außerhalb der Punkteränge                                                                                         |
| Violett                      | Rennen nicht beendet (DNF)              | Rennen nicht beendet (DNF) |
| Violett                      | nicht klassifiziert (NC)                | |
| Rot                          | nicht qualifiziert (DNQ)                | nicht qualifiziert (DNQ) |
| Schwarz                      | disqualifiziert (DSQ)                   | disqualifiziert (DSQ) |
| Weiß                         | nicht am Start (DNS)                    | nicht am Start (DNS) |
| Weiß                         | zurückgezogen (WD)                      | |
| Weiß                         | Rennen abgesagt (C)                     | |
| Blanko                       | nicht teilgenommen                      | nicht teilgenommen |
| Blanko                       | verletzt oder krank (INJ)               | |
| Blanko                       | ausgeschlossen (EX)                     | |
| sonstige Formate und Zeichen | P/fett                                  | Pole-Position |
| sonstige Formate und Zeichen | kursiv                                  | Schnellste Rennrunde (in der GP2-Serie/FIA-Formel-2-Meisterschaft ab 2008 für die schnellste Rennrunde der besten zehn Piloten) |
| sonstige Formate und Zeichen | *                                       | nicht im Ziel, aufgrund der zurückgelegten Distanz aber gewertet                                                                |
| sonstige Formate und Zeichen | unterstrichen                           | Führender in der Gesamtwertung                                                                                                  |